# Le Régiment de Sambre et Meuse

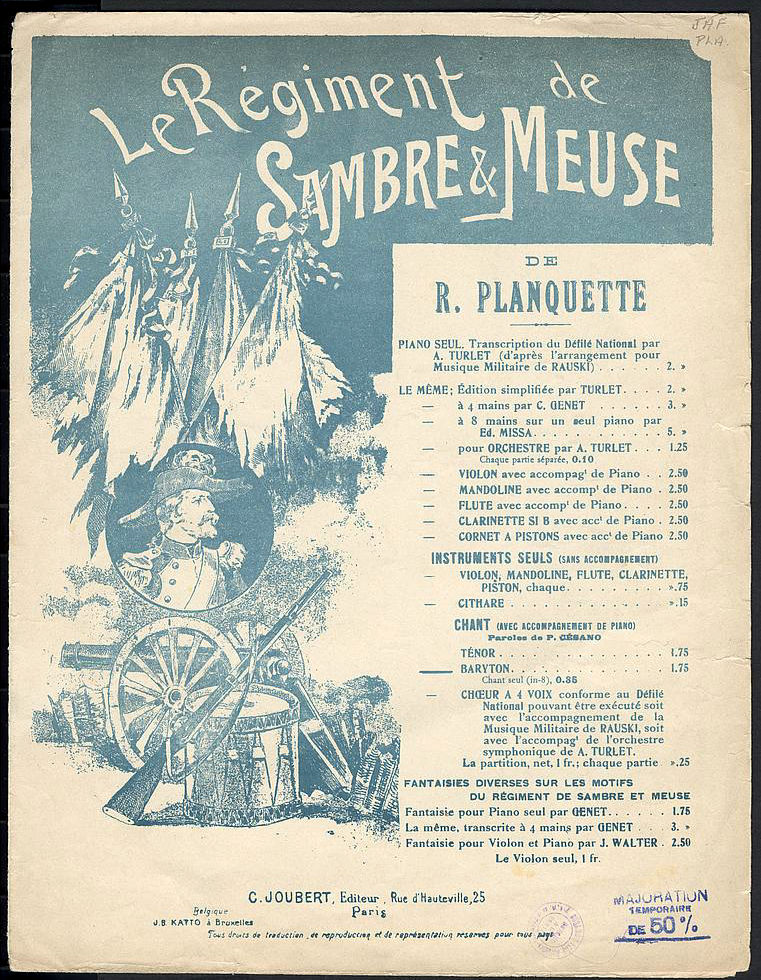
Coperta unui disc

Le Régiment de Sambre et Meuse (lit. „Regimentul Sambre-et-Meuse”) este un cântec și marș militar francez compus de Robert Planquette pe versurile lui Paul Cézano.
Poemul original a fost scris în 1870 de către Paul Cézano, după încheierea Războiului Franco-Prusac și în primele zile ale celei de-a Treia Republici Franceze. Trimiterile la Armata din Sambre-et-Meuse exprimă supărarea ostașilor francezi față de pierderea războiului.
În anul următor, muzica a fost compusă de Robert Planquette. În 1879 a fost aranjat ca marș militar de către capelmaistrul Joseph François Rauski. Acest marș este muzica militară franceză cea mai cântată după La Marseillaise și Chant du départ, fiind intonat în fiecare an la defilarea de ziua națională a Franței (14 iulie).
„Le Régiment de Sambre et Meuse” a fost marșul oficial al Regimentului Regal nr. 22 din Canada până când a fost înlocuit în anul 1935 cu „Le Royal 22e régiment”, scris de căpitanul C. O'Neill, urmat de actualul marș oficial „Vive la Canadienne”, în 1939.
Le Régiment de Sambre et Meuse este popular în Statele Unite ale Americii, unde este, uneori, cântat la meciurile de fotbal american, mai ales de The Ohio State University Marching Band, și la festivitatea de absolvire a Academiei West Point. El este, de asemenea, adesea folosit pentru marșurile școlilor militare belgiene din Bruxelles (KMS) și Sint-Truiden (KSOO) din cauza legăturii acestui cântec cu Belgia.

## Versuri
| Franceză | Engleză |
| --- | --- |
| Primul vers: Tous ces fiers enfants de la Gaule Allaient sans trêve et sans repos Avec leur fusil sur l'épaule Courage au cœur et sac au dos La gloire était leur nourriture Ils étaient sans pain, sans souliers La nuit, ils couchaient sur la dure Avec leur sac pour oreiller Refren: Le régiment de Sambre et Meuse Marchait toujours au cri de "Liberté" Cherchant la route glorieuse Qui l'a conduit à l'immortalité | Primul vers: All these proud children of Gaul Marched without respite or ease With their rifles on their shoulders Courage in their hearts and packs on their backs Glory was their nourishment With neither bread nor shoes They slept on the hard ground With their packs beneath their heads. Chorus: The regiment of "Sambre et Meuse" Always marched to the call of freedom Seeking the path of glory That led them to immortality |